# Diéval
Diéval est une commune française située dans le département du Pas-de-Calais en région Hauts-de-France. Ses habitants sont appelés les Diévalois.
La commune fait partie de la communauté d'agglomération de Béthune-Bruay, Artois-Lys Romane qui regroupe 100 communes et compte 275 327 habitants en 2021.

## Géographie

### Localisation
Localisée dans le sud-est du département du Pas-de-Calais, Diéval est une commune située, à vol d'oiseau, à 9 km au nord-est de la commune de Saint-Pol-sur-Ternoise (aire d'attraction) et à 17 km au sud-ouest de la commune de Béthune (chef-lieu d'arrondissement).
Le territoire de la commune est limitrophe de ceux de six communes.
Les communes limitrophes sont  Bajus, Bours, Camblain-Châtelain, La Comté, La Thieuloye et Ourton.

### Géologie et relief
La superficie de la commune est de 12 km2 ; son altitude varie de 93  à   184 m.

### Hydrographie
Le territoire de la commune est situé dans le bassin Artois-Picardie.
Dans la commune  deux cours d'eau naturel prennent leur source :
- la Bajuelle, d'une longueur de 4 km, et qui se jette dans la Lawe au niveau de la commune de Beugin[4].
- la Biette, d'une longueur de 9 km, et qui se jette également dans la Lawe au niveau de la commune de Bruay-la-Buissière[5].

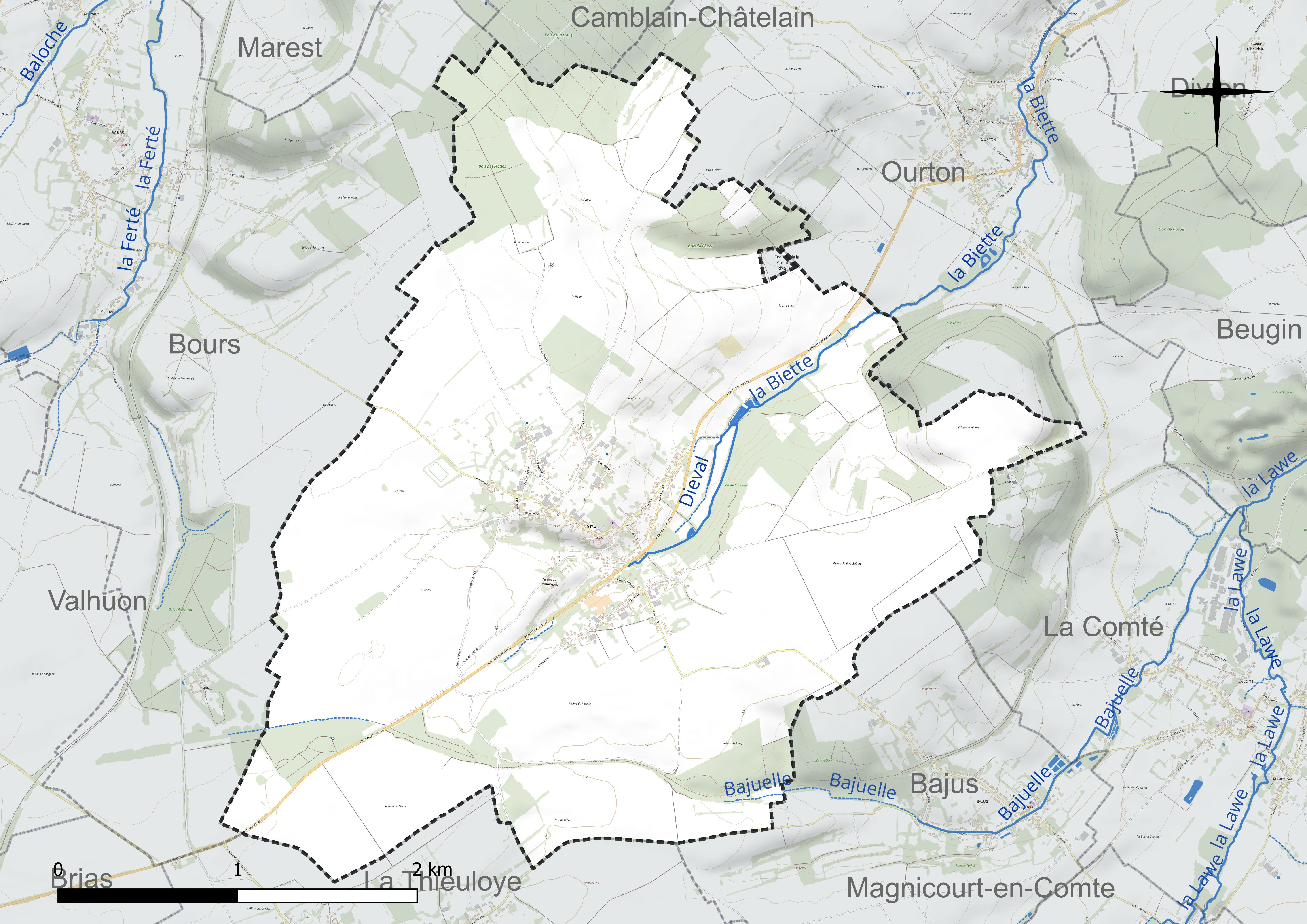
Réseau hydrographique de Diéval.

### Climat
Pour des articles plus généraux, voir Climat des Hauts-de-France et Climat du Pas-de-Calais.
En 2010, le climat de la commune est de type climat océanique altéré, selon une étude du CNRS s'appuyant sur une série de données couvrant la période 1971-2000. En 2020, Météo-France publie une typologie des climats de la France métropolitaine dans laquelle la commune est exposée à un climat océanique et est dans la région climatique Côtes de la Manche orientale, caractérisée par un faible ensoleillement (1 550 h/an) ; forte humidité de l’air (plus de 20 h/jour avec humidité relative > 80 % en hiver), vents forts fréquents.
Pour la période 1971-2000, la température annuelle moyenne est de 9,9 °C, avec une amplitude thermique annuelle de 13,9 °C. Le cumul annuel moyen de précipitations est de 889 mm, avec 13,5 jours de précipitations en janvier et 9,1 jours en juillet. Pour la période 1991-2020, la température moyenne annuelle observée sur la station météorologique la plus proche, située sur la commune de Fiefs à 12 km à vol d'oiseau, est de 10,4 °C et le cumul annuel moyen de précipitations est de 1 070,6 mm,. Pour l'avenir, les paramètres climatiques de la commune estimés pour 2050 selon différents scénarios d'émission de gaz à effet de serre sont consultables sur un site dédié publié par Météo-France en novembre 2022.

### Milieux naturels et biodiversité

#### Zone naturelle d'intérêt écologique, faunistique et floristique
L’inventaire des zones naturelles d'intérêt écologique, faunistique et floristique (ZNIEFF) a pour objectif de réaliser une couverture des zones les plus intéressantes sur le plan écologique, essentiellement dans la perspective d’améliorer la connaissance du patrimoine naturel national et de fournir aux différents décideurs un outil d’aide à la prise en compte de l’environnement dans l’aménagement du territoire.
Le territoire communal comprend une ZNIEFF de type 1 : les coteaux et bois d'Ourton. Situé dans la région de Béthune (Artois septentrional), ce site fait partie des derniers paysages naturels et semi-naturels de ce territoire très marqué par  l’agriculture intensive, l’urbanisation et l’exploitation minière.

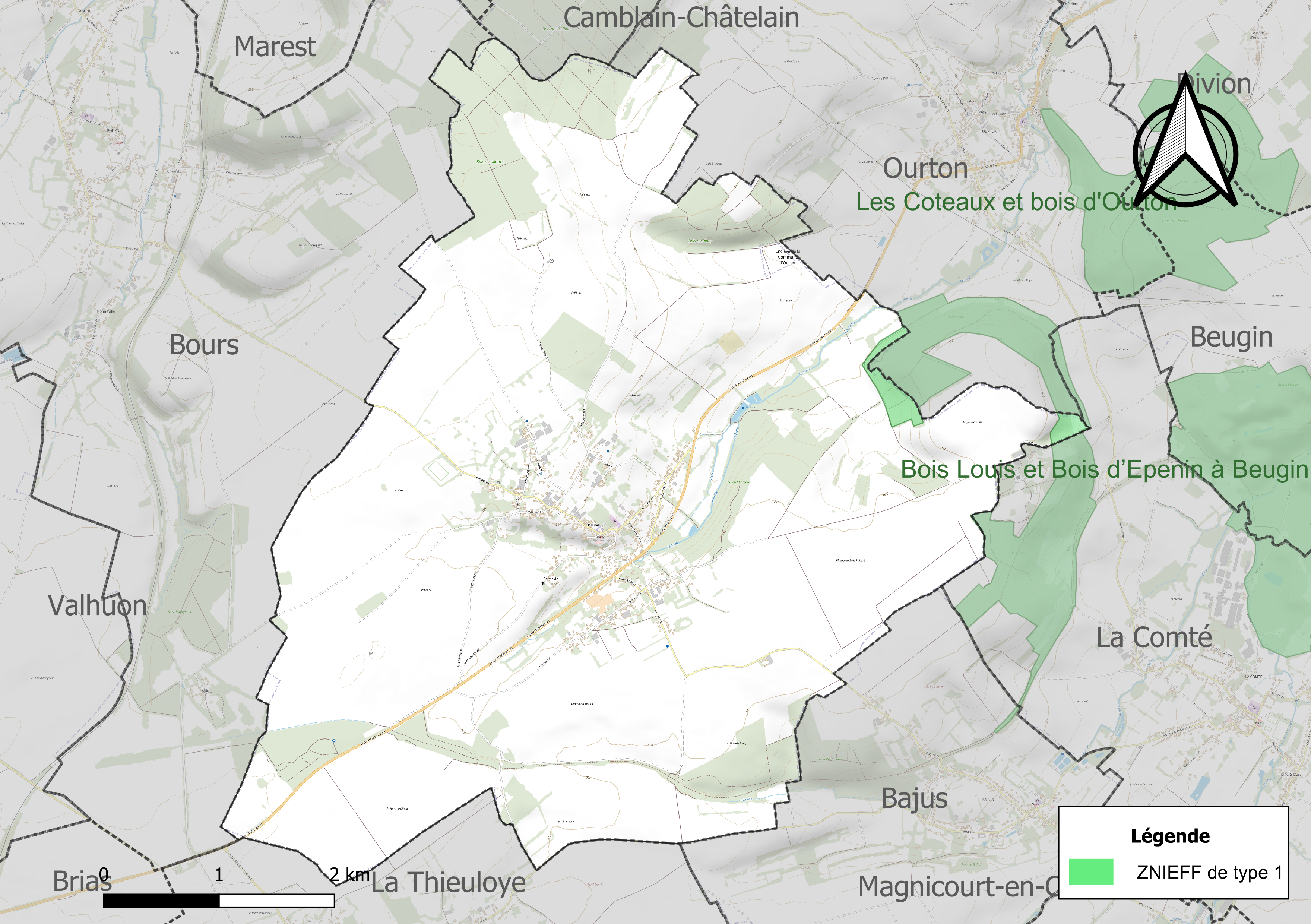
Carte de la ZNIEFF sur la commune.

## Urbanisme

### Typologie
Au 1er janvier 2024, Diéval est catégorisée bourg rural, selon la nouvelle grille communale de densité à sept niveaux définie par l'Insee en 2022.
Elle est située hors unité urbaine. Par ailleurs la commune fait partie de l'aire d'attraction de Saint-Pol-sur-Ternoise, dont elle est une commune de la couronne,. Cette aire, qui regroupe 72 communes, est catégorisée dans les aires de moins de 50 000 habitants,.

### Occupation des sols
L'occupation des sols de la commune, telle qu'elle ressort de la base de données européenne d’occupation biophysique des sols Corine Land Cover (CLC), est marquée par l'importance des territoires agricoles (85,7 % en 2018), une proportion sensiblement équivalente à celle de 1990 (85,8 %). La répartition détaillée en 2018 est la suivante : 
terres arables (71,9 %), prairies (12,5 %), forêts (9,4 %), zones urbanisées (4,9 %), zones agricoles hétérogènes (1,4 %). L'évolution de l’occupation des sols de la commune et de ses infrastructures peut être observée sur les différentes représentations cartographiques du territoire : la carte de Cassini (XVIIIe siècle), la carte d'état-major (1820-1866) et les cartes ou photos aériennes de l'IGN pour la période actuelle (1950 à aujourd'hui).

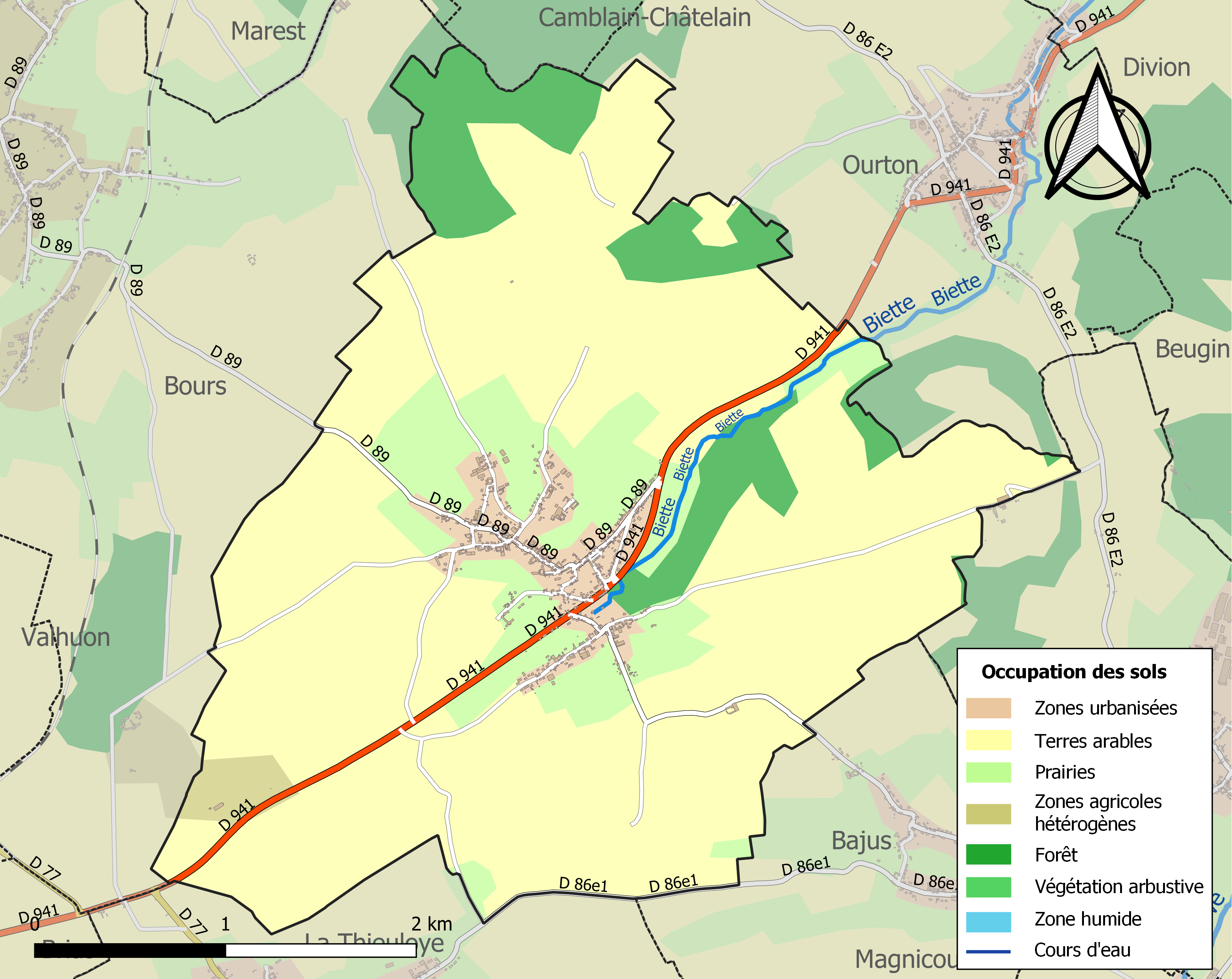
Carte des infrastructures et de l'occupation des sols de la commune en 2018 (CLC).

### Voies de communication et transports

#### Voies de communication
La commune est desservie par les routes départementales D 89 et la D 941

#### Transport ferroviaire
La commune se trouve à 12 km de la gare d'Hesdin, située sur la ligne de Saint-Pol-sur-Ternoise à Étaples, desservie par des trains TER Hauts-de-France.
La commune était située sur la ligne de Bully - Grenay à Brias, une ancienne ligne de chemin de fer qui reliait, de 1875 à 1990, Bully-les-Mines à Brias.

## Toponymie
Le nom de la localité est attesté sous les formes Divat en 1142 ; Dievart en 1259 ; Diévat en 1263 ; Dyevart en 1275 ; Diewart en 1278 ; Dyévat en 1282 ; Driuvart au XIVe siècle ; Diéwat en 1515 ; Diévast en 1530, Diéval depuis 1793 et 1801.
Selon Maurits Gysseling, le nom proviendrait du celte dēw-ate, de dēwo, dieu, divin. L'étymologie serait la même que celle de Divion, situé à proximité.

## Histoire
Avant la Révolution française, Diéval est le siège d'une seigneurie.
Jean-Baptiste de Varick, écuyer, seigneur de Diéval, résidant au pays d'Artois, reçoit en décembre 1671, des lettres de chevalerie données à Saint-Germain-en-Laye. Cette élévation est due au zèle qu'il a montré au service du roi de France. Son père aujourd'hui défunt avait été honoré du titre de chevalier par le roi d'Espagne.
Pendant la Première Guerre mondiale, Diéval est en arrière du front de l'Artois. Des troupes ont séjourné sur la commune, après avoir été relevées du front ou avant de s'y rendre, par exemple en avril 1915 ou encore en fin juin 1915, en août 2015.

## Politique et administration

### Découpage territorial
La commune se trouve dans l'arrondissement de Béthune du département du Pas-de-Calais depuis le 1er janvier 2017, auparavant, de 1801 à 1925, elle se trouvait dans l'arrondissement de Saint-Pol et de 1926 à 2016 dans l'arrondissement d'Arras,.

#### Commune et intercommunalités
La commune est membre de la communauté d'agglomération de Béthune-Bruay, Artois-Lys Romane.

#### Circonscriptions administratives
La commune est rattachée au canton d'Auchel. Avant le redécoupage cantonal de 2014, elle était, depuis 1947, rattachée au canton de Saint-Pol-sur-Ternoise et auparavant, depuis 1801, au canton d'Heuchin.

#### Circonscriptions électorales
Pour l'élection des députés, la commune fait partie de la première circonscription du Pas-de-Calais.

### Élections municipales et communautaires

#### Liste des maires
| Période                                  | Période                       | Identité        | Étiquette | Qualité                                                                                |
| ---------------------------------------- | ----------------------------- | --------------- | --------- | -------------------------------------------------------------------------------------- |
| Les données manquantes sont à compléter. |                               |                 |           |                                                                                        |
| mars 2001                                | 2008                          | Michel Gosselin |           |                                                                                        |
| mars 2008                                | En cours (au 11 février 2022) | Jean Neveu      | DVD       | Agriculteur exploitant Réélu pour le mandat 2014-2020, Réélu pour le mandat 2020-2026, |

## Équipements et services publics

### Espaces publics
La commune est labellisée « 1 fleur » au concours des villes et villages fleuris.

### Enseignement
La commune est située dans l'académie de Lille et dépend, pour les vacances scolaires, de la zone B.
La commune administre une école primaire.

### Justice, sécurité, secours et défense
La commune dépend du tribunal judiciaire d'Arras, du conseil de prud'hommes d'Arras, de la cour d'appel de Douai, du tribunal de commerce d'Arras, du tribunal administratif de Lille, de la cour administrative d'appel de Douai, du pôle nationalité du tribunal judiciaire d’Arras et du tribunal pour enfants d'Arras.

## Population et société

### Démographie
Les habitants sont appelés les Diévalois.

#### Évolution démographique
L'évolution du nombre d'habitants est connue à travers les recensements de la population effectués dans la commune depuis 1793. Pour les communes de moins de 10 000 habitants, une enquête de recensement portant sur toute la population est réalisée tous les cinq ans, les populations de référence des années intermédiaires étant quant à elles estimées par interpolation ou extrapolation. Pour la commune, le premier recensement exhaustif entrant dans le cadre du nouveau dispositif a été réalisé en 2005.

En 2022, la commune comptait 715 habitants, en évolution de −5,05 % par rapport à 2016 (Pas-de-Calais : −0,72 %, France hors Mayotte : +2,11 %).
| 1793 | 1800 | 1806 | 1821 | 1831 | 1836 | 1841 | 1846 | 1851 |
| ---- | ---- | ---- | ---- | ---- | ---- | ---- | ---- | ---- |
| 664  | 634  | 632  | 722  | 775  | 785  | 783  | 793  | 825  |

| 1856 | 1861 | 1866 | 1872 | 1876 | 1881 | 1886 | 1891 | 1896 |
| ---- | ---- | ---- | ---- | ---- | ---- | ---- | ---- | ---- |
| 822  | 827  | 825  | 810  | 771  | 829  | 807  | 675  | 686  |

| 1901 | 1906 | 1911 | 1921 | 1926 | 1931 | 1936 | 1946 | 1954 |
| ---- | ---- | ---- | ---- | ---- | ---- | ---- | ---- | ---- |
| 743  | 786  | 822  | 769  | 731  | 697  | 736  | 700  | 706  |

| 1962 | 1968 | 1975 | 1982 | 1990 | 1999 | 2005 | 2006 | 2010 |
| ---- | ---- | ---- | ---- | ---- | ---- | ---- | ---- | ---- |
| 747  | 699  | 678  | 656  | 653  | 665  | 701  | 710  | 774  |

| 2015 | 2020 | 2022 | - | - | - | - | - | - |
| ---- | ---- | ---- | - | - | - | - | - | - |
| 751  | 725  | 715  | - | - | - | - | - | - |

#### Pyramide des âges
En 2018, le taux de personnes d'un âge inférieur à 30 ans s'élève à 34,3 %, soit en dessous de la moyenne départementale (36,7 %). À l'inverse, le taux de personnes d'âge supérieur à 60 ans est de 25,7 % la même année, alors qu'il est de 24,9 % au niveau départemental.
En 2018, la commune comptait 376 hommes pour 366 femmes, soit un taux de 50,67 % d'hommes, largement supérieur au taux départemental (48,5 %).
Les pyramides des âges de la commune et du département s'établissent comme suit.
| Hommes | Classe d’âge | Femmes |
| ------ | ------------ | ------ |
| 1,4    | 90 ou +      | 0,8    |
| 6,5    | 75-89 ans    | 10,1   |
| 15,5   | 60-74 ans    | 17,0   |
| 19,6   | 45-59 ans    | 19,0   |
| 20,7   | 30-44 ans    | 20,7   |
| 15,8   | 15-29 ans    | 12,0   |
| 20,4   | 0-14 ans     | 20,4   |

| Hommes | Classe d’âge | Femmes |
| ------ | ------------ | ------ |
| 0,5    | 90 ou +      | 1,6    |
| 5,6    | 75-89 ans    | 8,9    |
| 16,7   | 60-74 ans    | 18,1   |
| 20,2   | 45-59 ans    | 19,2   |
| 18,9   | 30-44 ans    | 18,1   |
| 18,2   | 15-29 ans    | 16,2   |
| 19,9   | 0-14 ans     | 17,9   |

## Culture locale et patrimoine

### Lieux et monuments
- La statue de Notre-Dame-de-la-Route, sur la route de Saint-Pol-sur-Ternoise.
- L'église de Diéval.
- Le château de Diéval, ancienne résidence des familles de Lencquesaing et de Werbier.
- Le monument aux morts[41].

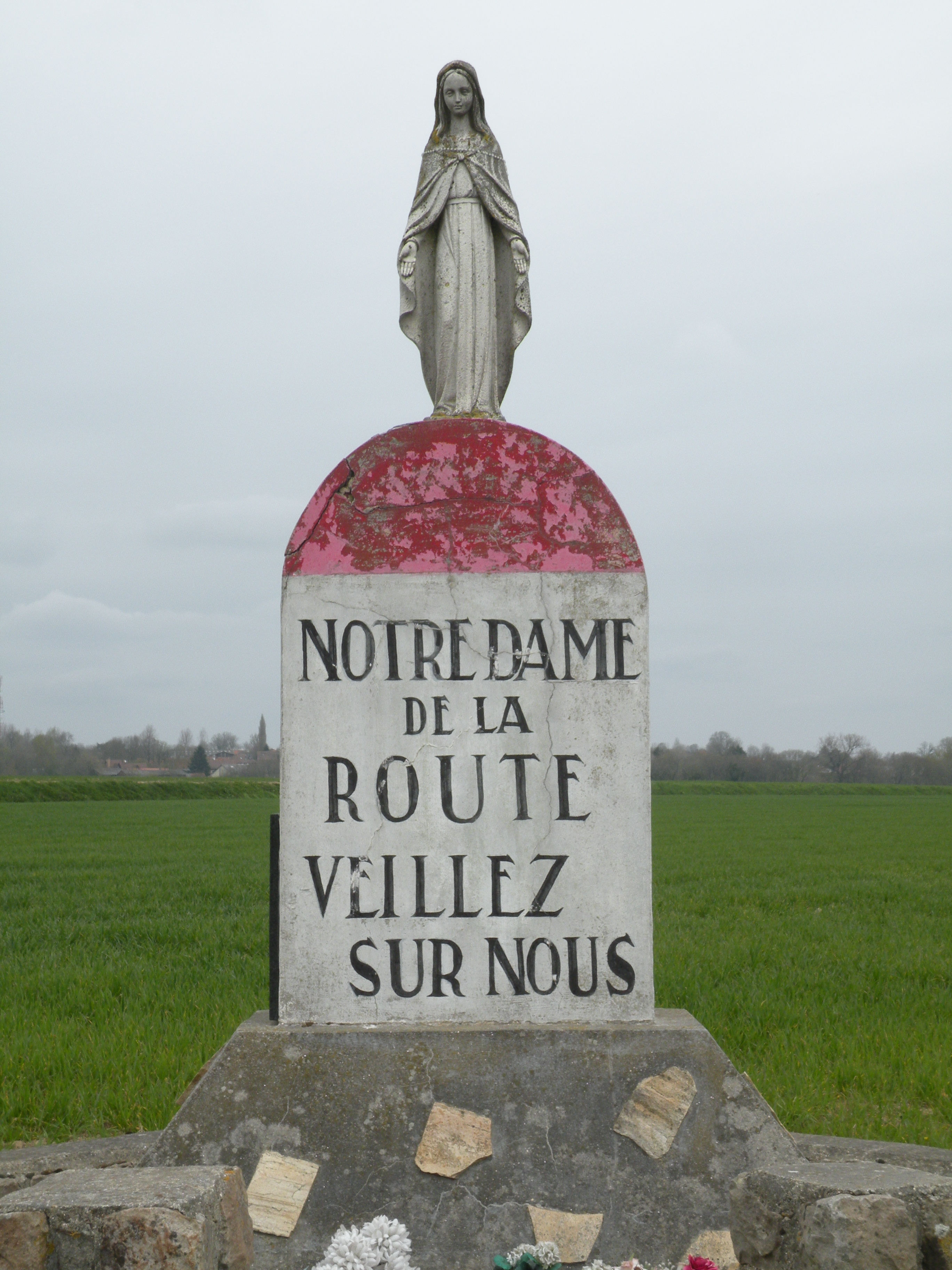
Statue de Notre-Dame-de-la-Route.
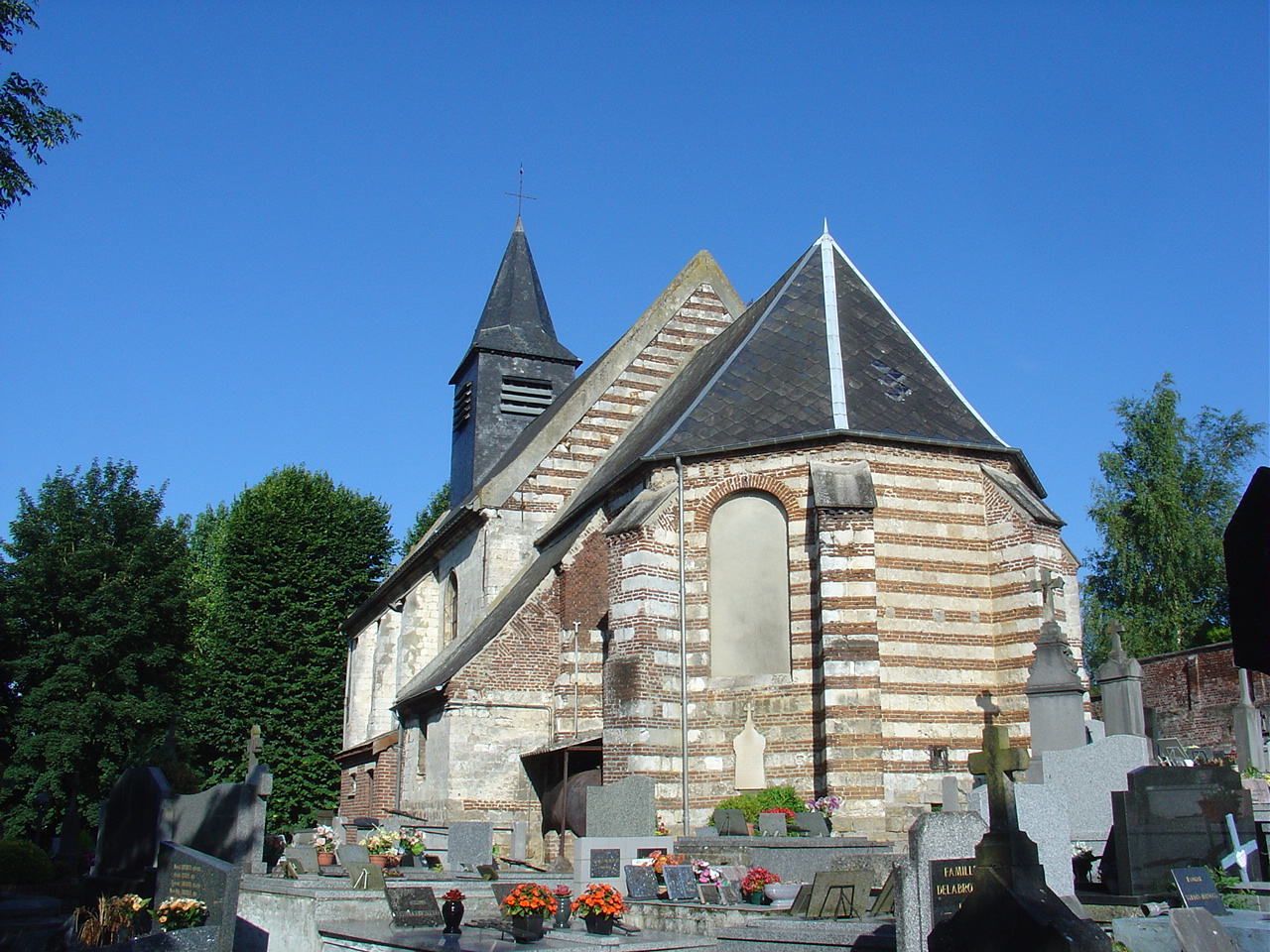
L'église.

### Personnalités liées à la commune
- André Eloy (1864-1947), missionnaire et évêque, né à Diéval.

### Héraldique
| Blason de Diéval | Blason  | Écartelé: aux 1er et 4e d'azur à trois dragons d'or, aux 2e et 3e d'or à trois lions naissants de gueules, armés et lampassés d'argent. |
| Blason de Diéval | Détails | Le statut officiel du blason reste à déterminer.                                                                                        |

## Pour approfondir

#### Bases de données, dictionnaires et encyclopédies
- Ressources relatives à la géographie :   - Insee (communes)
  - Ldh/EHESS/Cassini
- Ressource relative à plusieurs domaines :   - Annuaire du service public français
- Notices d'autorité :   - BnF (données)